# Krin, Kărdjali
Krin (în bulgară Крин) este un sat în comuna Kărdjali, regiunea Kărdjali,  Bulgaria. 

## Demografie
Componența etnică a satului Krin
     Turci (97,63%)
     Bulgari (2,36%)
     Nicio identificare (0%)
     Altele (0%)
La recensământul din 2011, populația satului Krin era de 127 locuitori. Din punct de vedere etnic, majoritatea locuitorilor (97,63%) erau turci, cu o minoritate de bulgari (2,36%). Pentru 0% din locuitori nu este cunoscută apartenența etnică.